# Thomas Hertz
Thomas Hertz, född 1978, är en svensk jurist. Han är (2021) kammaråklagare vid Ekobrottsmyndigheten.
Hertz har blivit uppmärksammad som förundersökningsledare i ett flertal utredningar rörande s.k. systemhotande brottslighet. Som exempel kan nämnas utredningen kring pensionsbolaget Allra, där de tilltalade frikändes i tingsrätten senhösten 2019, men dömdes till långa fängelsestraff i hovrätten i juli 2021. Därefter har han varit förundersökningsledare avseende de omfattande momsbedrägerier som under åren 2019 till 2021 riktats mot Sverige. 

## Utmärkelser
- Nominerad till Årets Jurist 2021.[4]